# 臺南南山公墓
臺南南山公墓，是一座位於臺灣臺南市南區的墓葬群，佔地面積達一百公頃，該公墓位置位於中華南路一段至國民路、西門路一段之間，鄰近富貴南山紀念中心及臺南市立殯儀館。為全臺灣最大規模的明清時期墓葬群。
南山公墓地處府城南郊，地理環境由臺南臺地和竹溪所構成，因此享有優越的陰宅風水。這裡長期以來為先人安息之地，亦擁有許多荷治、明鄭、清治時期的古墓，其中最著名的為曾振暘墓，也是台灣發現最早的漢人墳墓之一，此外，南山公墓也是自17世紀以來許多仕紳名人的安息之地。現存地上墓塚數量約六萬門，而地下墓穴數量尚待調查。。

## 名稱
南山公墓所在一帶之區域名稱，昔日曾被稱為「鬼仔山」（kuí-á-suann），也有轉寫為「桂子山」、「魁斗山」等詞，還有統稱「大南門郊外墓地」、「南郊」，乾隆時期的《臺灣府城》地圖上，大南門城外的山丘則記載「貴子山」一地。
日治時期的「桶盤淺及鹽埕墓地」、戰後的「台南市第一公墓」等稱呼。

## 沿革

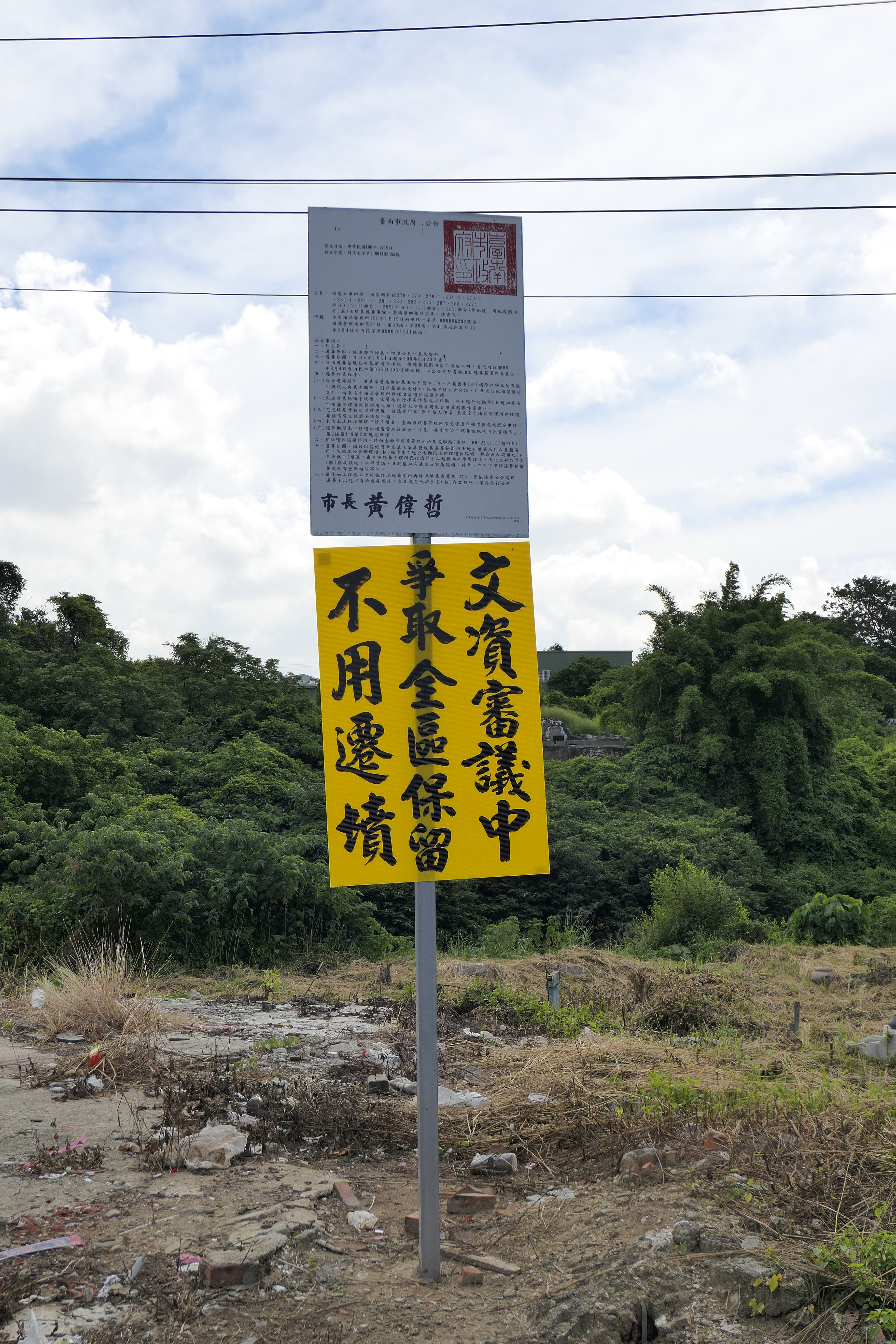
遷葬與反遷葬的告示（2019年拍攝）

南山公墓屬於臺南臺地南方櫻丘沙丘群的一部分地形，最早的墓葬紀錄為臺灣荷蘭統治時期的曾振暘墓。根據《臺灣府志》所載，臺灣最早的義塚設立於康熙三十三年（1694年），位於寧南坊南部，當地人稱之為鬼仔山。此外，還有官府捐置的義塚，專供埋葬戍守兵弁亡故者，以及一些富家捐地設立的義塚，用來安葬無主枯骨遺骸。清乾隆十七年（1752年）王必昌纂輯《重修臺灣縣志》卷二，山水志提到「城南有魁斗山，狀若三臺星，為府文廟拱案」是最早描述大南門外風水寶地的紀錄。
至乾隆四十二年（1777年）時，由於原有的義塚已經無法容納足夠的遺骨和棺木，因此知府蔣元樞購置新地增設了新南壇義塚。1790年之後，由於禁止在臺灣府城內興建新的墓地，因此陸續將墓地遷至城外。這個遷移的過程使得寧南門外的墓地逐漸擴大，形成丘塜累積的景象。該區域大致覆蓋樹林街至臺南機場，而五妃廟則是其中一處墓塚。
隨著周圍城市開發的進展，南山公墓自20世紀以來逐漸遷移，其面積逐漸縮小。
1869年，法裔美國人李仙得曾到訪臺灣，並在臺灣府城駐留期間對景觀讓他留下極為深刻的印象。他在遊記裡曾寫道：

大南門外是極大的墳場，多半建在一系列土塚的坡面上，且延伸入鄉間一英里半多。從打狗與舊城而來的其中一條路，穿過由這些土塚形成的峽丘壑。黃昏時，走向那城市時，當你穿過那死陰的幽谷，進入那人間的歡樂且生氣蓬勃的城市前，那種感覺實在很難以描述。⋯⋯這是在歐洲或美洲的同類地方，鮮少會體驗到的。

### 日治時期
台南市的開發在日治時期逐漸往南發展，根據1904年台灣堡圖，大南門外的桶盤淺庄全是墓葬。然而，在1920年至1934年日本治台期間，都市計畫需要用地興建學校與公共設施，因此城牆被拆除並向外擴張，從大南門外往南一直到健康路，很多墓葬被遷移，最後集中在現今的南山公墓。其中日人於大南門外陸續建立起住宅，汐見町、青葉町等社區，同時也增設台南第二高等女學校（今國立臺南女子高級中學）、台南師範學校（今國立臺南大學）、台南高商（今國立臺南高級商業職業學校）、水交社和台南飛行場等公共建設陸續興建，墓園面積則逐漸縮減。當時墓園周圍地區此以「桶盤淺」為名，被稱為「臺南市南門外桶盤淺共同墓地」。
1928年，臺南州以「紀念昭和御大典」為名義，進行臺南市大南門外公用墓地約十九甲之徵收，以建設綜合大運動場。凡有祖墳於該界內者，限期遷移；逾期不遷移者，即視為無人管理之廢墓，採行雇工挖掘方式進行清理。共有九百五十八座祖墳面臨遷移危機，限期至6月19日進行遷葬引起地方居民強烈反對，臺灣文化協會成員也積極響應，該事件被稱為「臺南廢棄墓園事件」。
1929年，經都市計畫圖公告，規劃「桶盤淺及鹽埕墓地」為永久公共墓地。日治晚期，石暘睢、莊松林等臺南地方文史工作者開始進入南山公墓進行考察。

### 二戰後
二戰後，桶盤淺及鹽埕墓地改稱為「台南市南區第一公墓」（今南山公墓範圍），其後臺南市立初級女子中學（今臺南市立中山國民中學）於1964年進行運動場擴建時，在地下發現了多個骨灰罈，根據統計，共發現約1067具骨骸，其中有馬信及白馬將軍謝永常及日本軍人吉元小造大佐遺骨，由當時校長張池龍代為建慶隆廟供奉，如今遷葬到慶隆廟後方的墓塚。
臺南市政府於近年來提出南山公墓周邊整體開發規劃，預計將公墓分階段遷葬，並設置住宅、商業區、公園、殯葬專區。2008年3月20日，臺南市政府公告全區禁葬。2009年，南山公墓附近的水交社進行土地重劃工程時，曾出土60幾具石棺，以及陶瓷、銅錢等文物。1990年代起，議會也開始出現利用南山公墓之土地，「促請遷葬以帶動地方繁榮」的意見。
2018年，臺南市長參選人、伍彩集團董事長林義豐也曾提出把南山公墓變成夜市的政見。然而因歷史性因素，開發南山公墓用地則引發民間的反對與保存之聲，包括文資處與殯葬所都委託專家則於2010年代起針對部分墓區進行文化資產調查，初步調查南山公墓現約萬門墳墓，並整理出其中可能具有文資價值者，而民間則陸續提報上百門的墳墓，要求評定其文資價值。2018年1月，臺南市政府在南山公墓辦理遷葬，要求所有人或家屬七個月內自主遷葬，之後可以申請補償，如果期限到了未遷移，市政府會代為處理，依規定不得異議。
2019年5月間，臺南市文化資產保護協會在南山公墓因拆遷而裸露出的土層中，發現疑似為「芭蕉腳遺址」的紅陶片及石錛，然而經邀請專家學者勘查討論後，認為文化內涵及範圍不明確，決議不列冊追蹤。而南區20餘位里長則於5月13日成立南山公墓更新發展促進會、認同有保存意義的古墓進行古蹟保存，但絕對反對無意義的全區保留。
此外，南山公墓靠近竹溪支流的小山丘具有窪地地質，經踏查而卻認為台灣特有種南海溪蟹的棲息地。2020年7月，臺南市政府為配合公墓文化資產範圍包括近6500座及2處疑似遺址調查作業，先撤下南山公墓所有遷葬公告，並開放決策公民論壇，希望透過公民審議方式廣徵意見，以未來規畫保留墓葬文化及自然景觀為目標。部分文資團體則在此期間保存南山公墓為目標，積極舉辦巡禮、導覽及保存行動。
2020年，重現府城水文促進會舉辦「南山公墓博物館講座」，並製作一份電子地圖，方便民眾走訪南山公墓時隨時訪查。
2021年9月，南山公墓的「陳姓諸故宗瑤臺」納骨塔無故遭到破壞，護墓團體對此表示全區以全面禁止施工，相關單位應該究責。
2022年7月，商滿生紀念館執行長商毓芳曾因應保存南山公墓行動，與志工與文化工作者在南山公墓設立「護國神山」石碑，不過此舉涉占國有地，臺南殯葬管理所函文要求於12月16日前移除。
2023年，民間團體向臺南市南區南山公墓提報了100座墳墓，要求審查其文化資產價值。然而在臺南市文化資產審議委員會的決議中，首批50座墳墓中僅有10座列入追蹤冊，未來將進一步審查其價值，而另外40座則未被列冊而引起了民間團體的不滿。參與連署民團之一重現府城水文促進會理事長吳昭明則認為表示，文化資產的審議過程不透明。守護南山公墓青年陣線則認為不因以墓主為考量，其親屬或家族墓塚可完整串聯名人與其家族史脈絡，仍有其價值。，2月23日南區里長聯誼會長梁坤財偕同多位里長召開「支持市政府開發南山公墓」說明會，並發起連署展現大力支持南山公墓合理開發、堅決肯定的態度，希望在尊重文資調查下，將部分公墓用地規劃成市民活動空間，提升南區市民朋友能有優質的生活環境。

## 墳墓
現今南山公墓群大約有94.7公頃，地面上共設有約6萬以上之門墓，臺南市政府曾於1991年12月已經公告禁葬。目前進行和計畫要遷葬的共被分為四個部分，A區和B區靠近市立火化場，當前該園區僅有四座古墓具有文化資產身份，其餘則為指定並面臨拆除之狀況，僅能依照政府所擬定的計畫、公告進行列冊編管，並逐一被拆遷。
由於地域性的發展，南山公墓自古被視為具有獨特的地理風水格局，並被認為是一個重要的造生基風水寶地。透過建造生基，人們可以獲得來自天地之間的地靈旺氣，此種風水信仰在一般人的口中被稱為「衣冠塚」、「壽城」、「壽基」、「福基」或「生基」等名稱。在以往的傳統習俗中，興建墳墓必須謹慎擇址，並邀請堪輿師觀察與詮釋地理環境，以取得最有利於後代運勢興旺的風水寶地。南郊的丘陵地形高低起伏、水源豐富，在形家的觀點下具有「藏風聚氣」之勢，因此被認為是離臺灣府城市街最近的風水寶地之一。此外，隨著年代興建不同，南山公墓內墳墓建築造型與裝飾具有時代特色，並具有龜殼墓、墓肩、伸手、明堂等格局的傳統漢式墳墓佔最多數量。部分墓碑貼有墓紙。
此外，南山公墓內隨處可見清代時期的墓碑，並保存自康熙、雍正、乾隆、嘉慶、道光、咸豐、同治、光緒等年號，同時，其墓碑上除了刻有墓主人的堂號籍貫與生前官銜名諱。20世紀起，由於桶盤淺及鹽埕墓地的持續經營，日式墓塚及西式墓開始出現，並在墓上西方古典式樣花草紋飾或裝設石燈籠或墓石。戰後時期，則大量規格化生產的二丁掛磁磚上繪製吉祥圖樣，再鑲嵌於墓冢上做為裝飾，因而具有承載了各時期雕塑與工藝技術之研究價值，包括保存天山畫室的彩繪磁磚、薪傳獎大師施弘毅的石雕，蘇子傑、楊乃湖等人的書法作品等。，其中也包括多數造型特異之墓碑，包括模仿太平境馬雅各紀念教會外型之墓碑、大象馱蓮花造型墳塚、嶺南式石獅裝飾等。、

### 文化資產

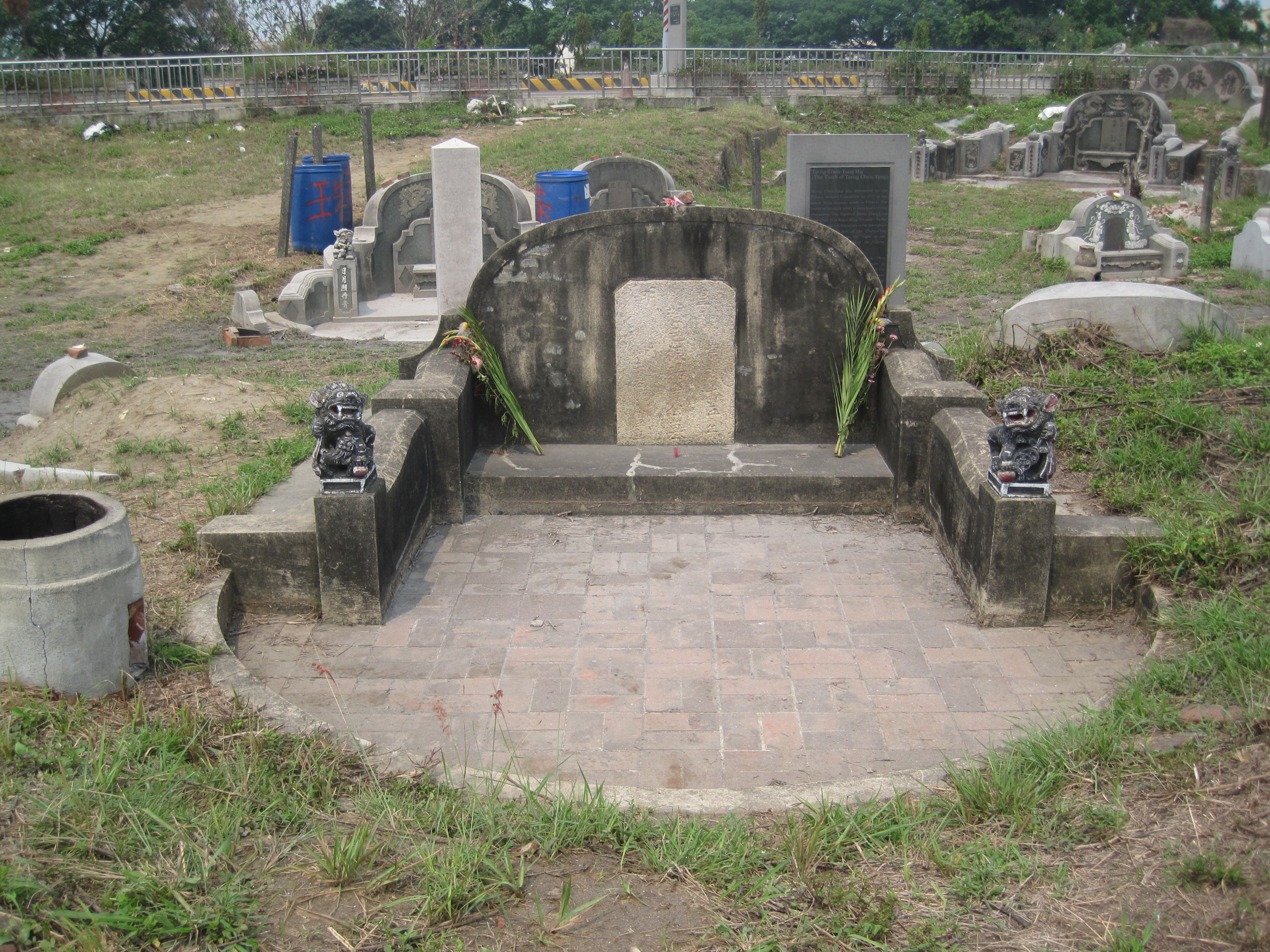
曾振暘墓（明崇禎15年）
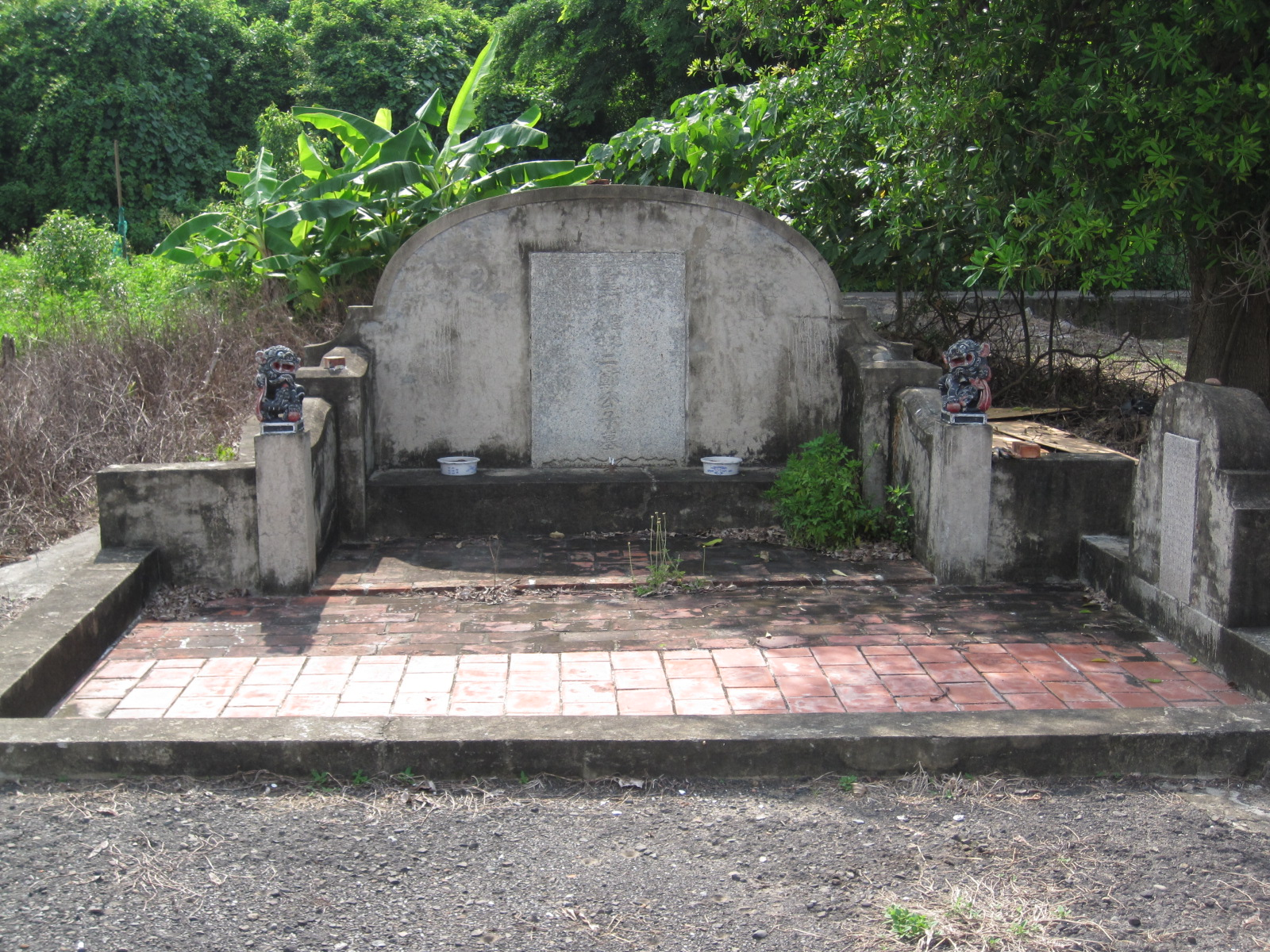
藩府二鄭公子墓（明永曆年間）
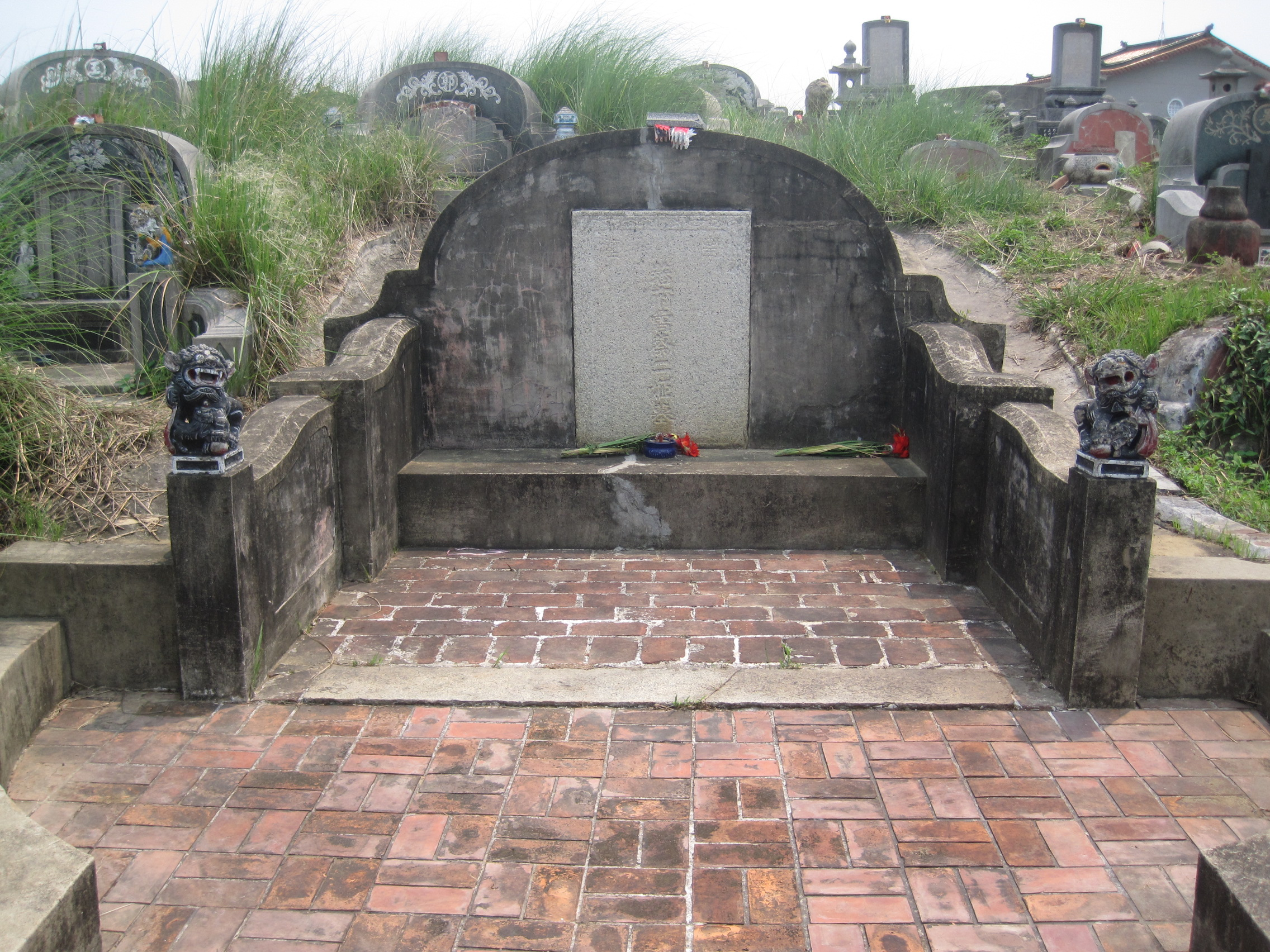
藩府曾蔡二姬墓（明永曆年間）
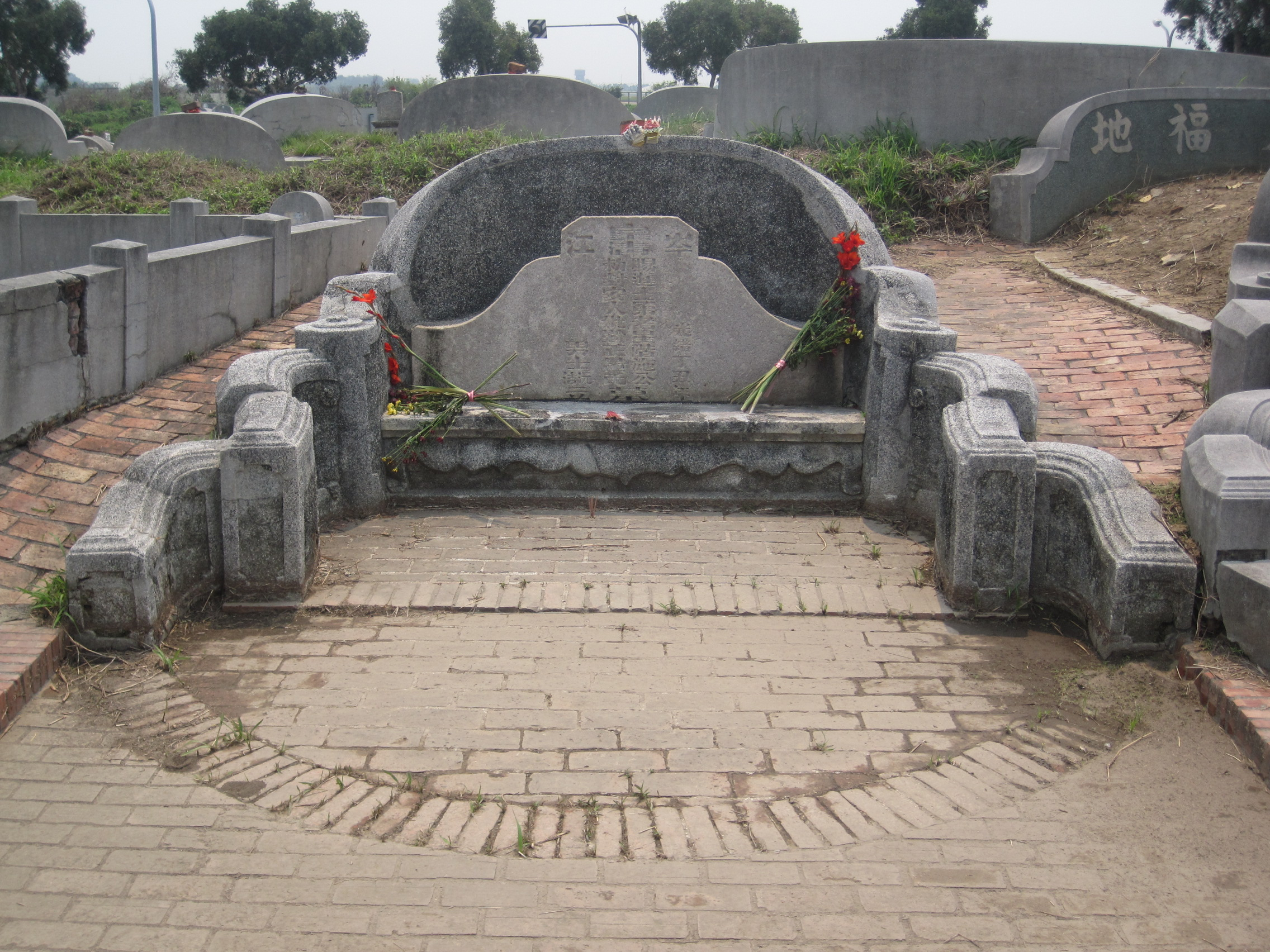
施瓊芳墓（清光緒3年）

此外，部分明代式墓碑包括：
- 鷺江考次臯程公暨儒人林氏壽域（程次皐、林孺人）
- 皇明 烈嶼 顯考李公之墓
- 烈山 皇清顯妣李門淑慎許孺人塋（李許淑慎）
- 皇明顯妣夫人洪氏墓[44]
- 皇明定國將軍施公墓[45]
- 鄭旭初墓
- 明 靜冲薛公墓（薛靜冲）
- 皇明 故考蔡公墓 井江 明哲鄭公之墓[46]
- 許冲懷夫婦墓[47]
- 明祖妣慈惠蔡孺人暨次男待贈文林郎禹侯陳公墓[48]

南山公墓裡仍存許多以「皇明」、「大明」為號的墳墓，這些墓主人被認為是原先的漢人居民。另外，也有許多墓主人是在1661年之後，跟隨鄭成功軍隊來到台灣的王府成員、軍官及平民。

### 旅櫬安之
1964年所設立至福德祠被視為寄神主與聚骨罈之所，祠中除祀福德正神外，祠對面立石一方上刻「旅襯安之」四字，該碑清朝時期的墓碑，保存完好，字跡清晰，但原先的立碑位置與現在的位置不同。此墓碑原先已倒塌在蔓草中，墓塚已經消失。十多年前，當地的看顧墓仔埔者才發現它，並將石碑移至現在的位置豎立。其中「旅」表示客居的意思，代表這些死者並沒有打算在此地定居。他們是從中國來台灣工作或服役的士兵，待一段時間後就會回到原籍。「櫬」是指棺材，「安之」則表示安息、入土為安。祠門有一聯係出師爺手筆，遣詞淒切，蓋字傷也！「千里萍鷗魂歸長夜，一盂麥飯淚灑他鄉！」
墓碑右側刻有「嘉慶二十四年」等字樣，表示這些人是被埋葬在1819年左右。

### 葬在此地的名人
南山公墓群一帶共埋葬多數臺灣歷史具有影響力之人物與其家屬，包括：
- 湯瑪斯·巴克禮
- 趙鍾麒
- 蔡培火
- 蔡培火父母
- 林朝英[53][54]
- 王受祿
- 王雨卿與其妻佐伯操
- 白蘭之父母
- 韓石泉
- 李鎮源之父母
- 薛珍允
- 陳玉峰
- 侯雨利
- 宋伊莉莎白
- 施水環
- 程天與及程國泰父子
- 鄭克讓
- 石時榮
- 吳烏香
- 黃本淵與其家族[55]
- 張紹芬之父張建三
- 曾奇真
- 莊松林[56]
- 許嵩煙
- 吳春祿之母
- 林錫山祖父母
- 許文龍父母
- 黃欣[57]
- 洪通[58]
- 連得政
- 王敬久
- 黃本淵與其家族
- 木戶多仲（黃家祖先）[59]
- 沈德墨
- 劉光求
- 趙雲石
- 謝星樓[60]
- 高長與其家屬
- 盧嘉興祖母
- 楊乃胡[61]
- 連戰其祖先[62]
- 蘇南成其祖先[63]
- 連城璧
- 莊雅橋吳家吳昌記
- 浙紹山陰胡晉川
- 顏興
- 浙紹山陰吳杞南
- 秋山珩三[64]:25-35、393
- 黃實娘
- 湯德章之母[65]
- 陳修五
- 許文龍之父
- 連捷
- 陳承殉難紀念碑
- 嚴家代代之墓
- 林家祖先之佳城[66]

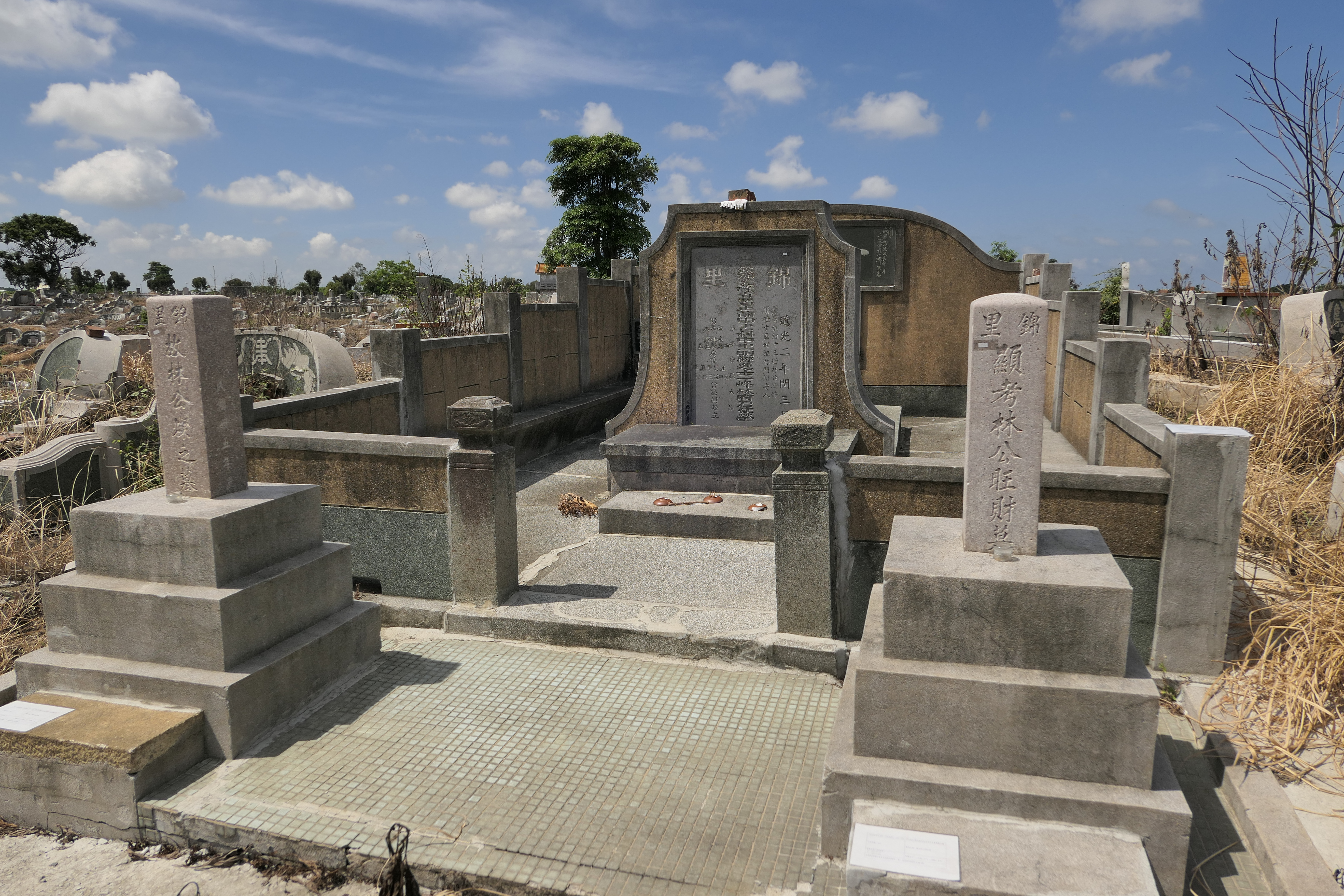
林朝英墓
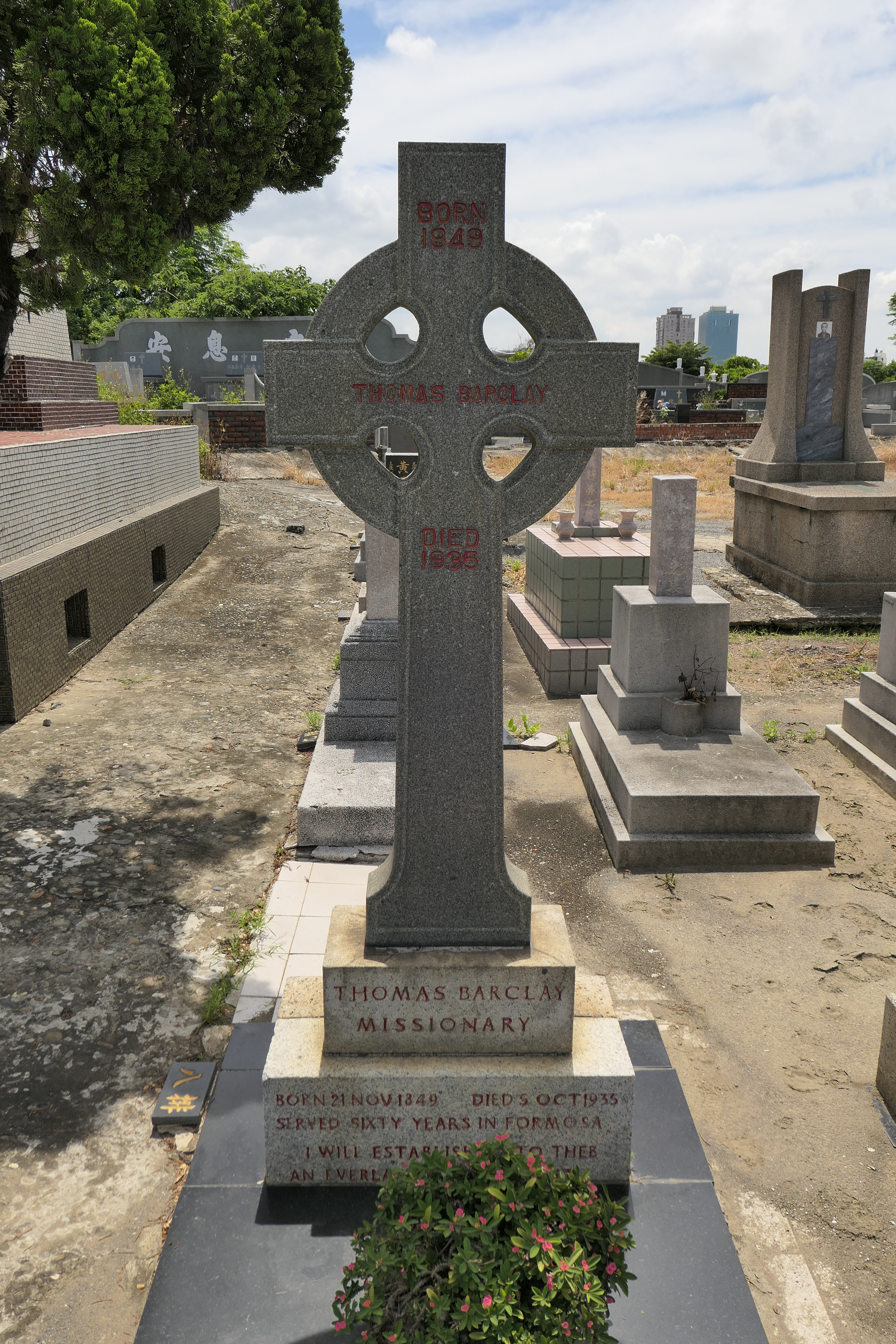
巴克禮墓
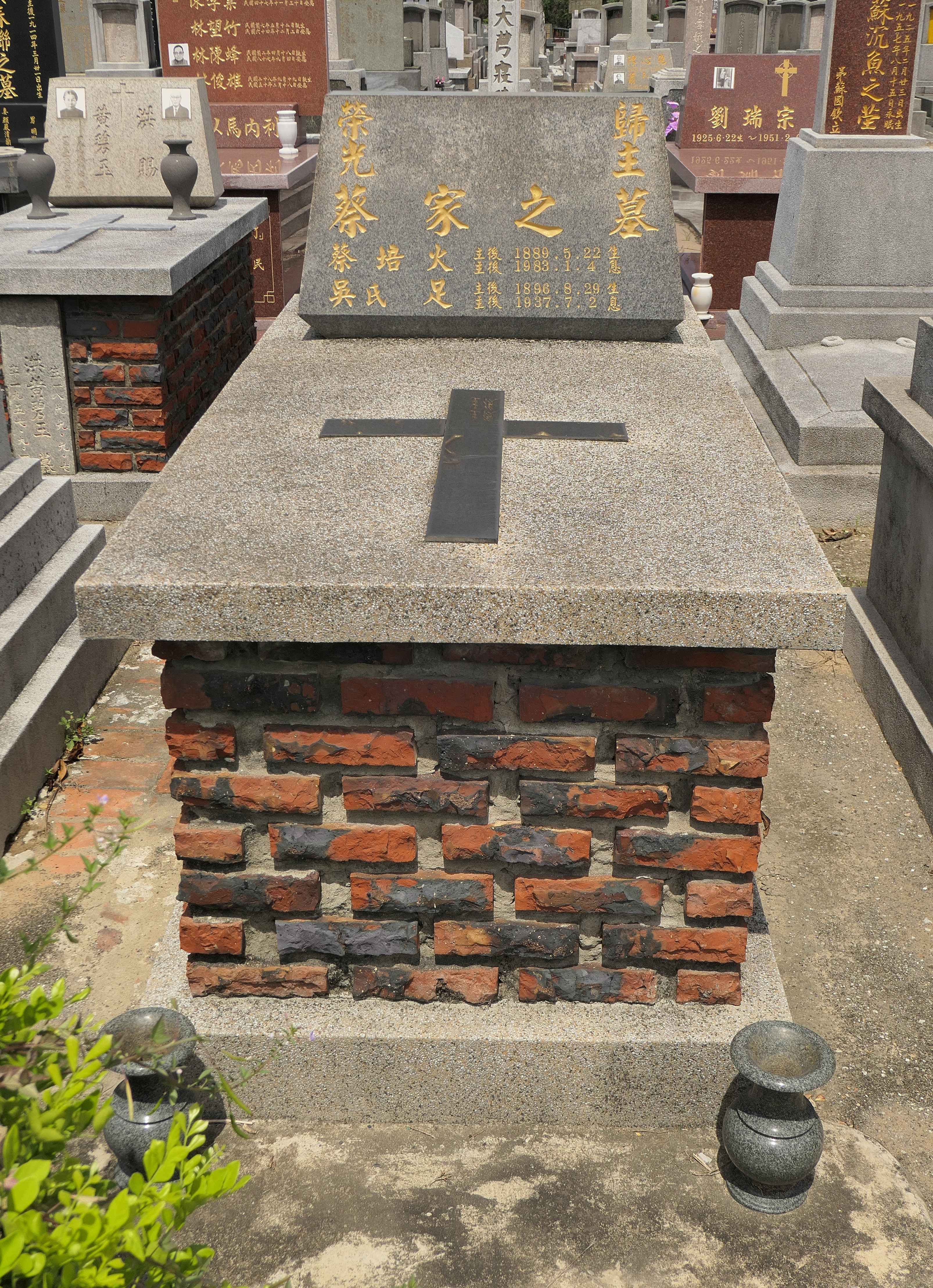
蔡培火墓
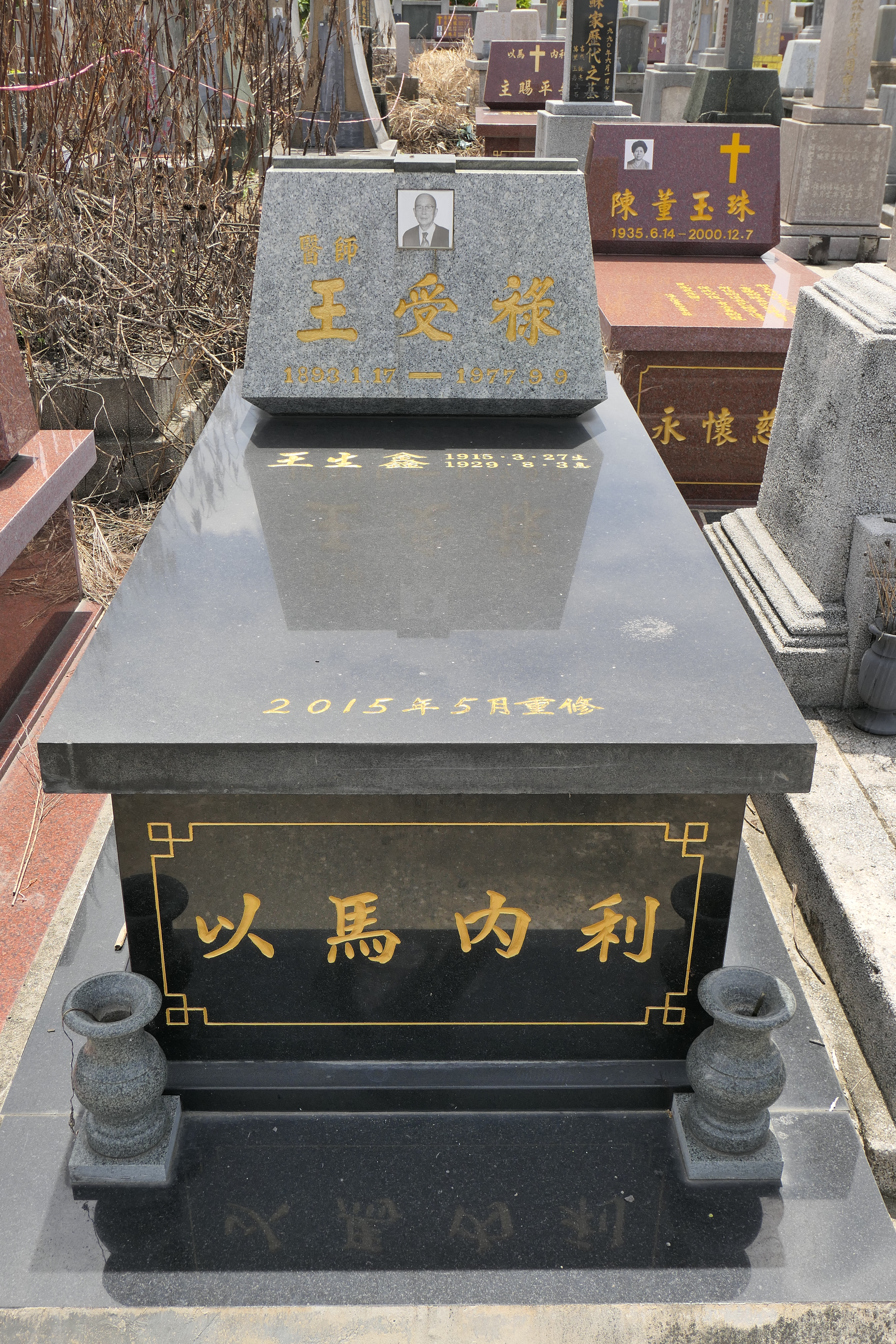
王受祿墓
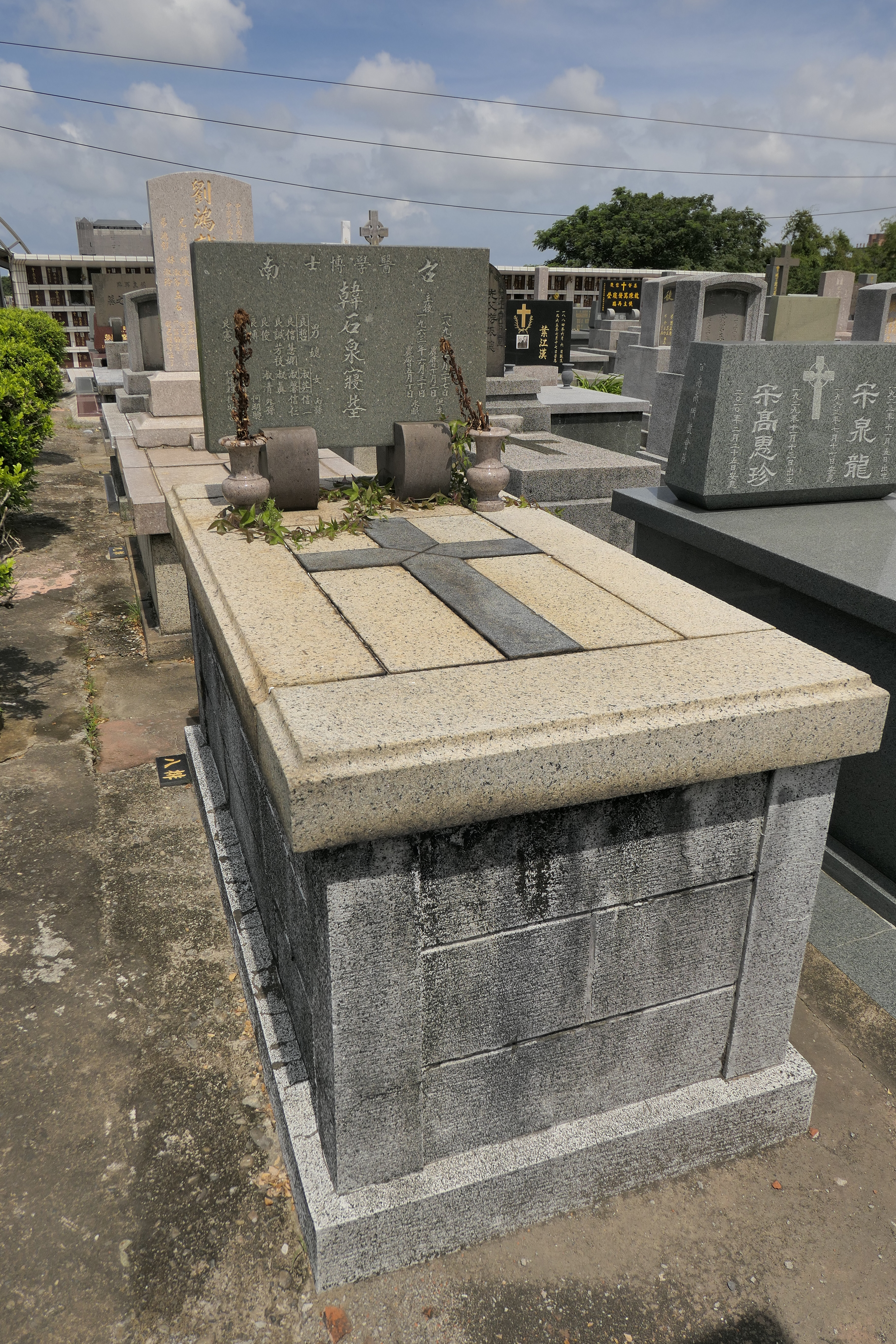
韓石泉墓

此外，南山公墓設有「無名墓塚」、「皆親」、「先人」等墓碑，該墓碑為清領時期由於渡臺禁令而多未攜帶家眷，因此許多人未能成家繁衍後代而在臺灣度過餘生之來臺者。由於經常會發生路傍死亡的無人祭祀者。這些遺骨通常被有心人集中埋葬，但由於先人姓名及家族已不可考，因此常於墓冢上刻「無名氏」以示代表。在墓地整理及都市開發的過程中，若發現不知名的遺骨，也常採取相同的處理方法。墓冢上所書的「皆親」意味著這些遺骨主人都像親人一般被安葬；而「先人」則代表對這些遺骨主人給予先人的尊稱。

### 其他
由於日治後期該區域部分地帶曾使用於台南軍用飛行場等軍事用處之設施，至今該地區仍存部分軍事設施，包括包括七座碉堡、一座瞭望機槍堡及兩座彈藥庫等，促進會曾文資處提報「日治時期台南飛行場第一防空砲台等」軍事設施，希望其能具有文資身分。
此外南山公墓旁設有一座休息亭，提供給撿骨師進行作業及休息之用。當先人遺骨經過撿骨後，需要進行除濕及整理程序，而這些先人遺骨通常會被帶到休息亭進行焚烤。撿骨師會挑選需要入甕的骨頭，但一些較細碎的先人遺骨通常不會被挑選，因此在休息亭周圍可能會發現被棄置的牙齒和部分遺骨。

## 外部連結
- 南區-南山公墓 - 臺南市南區區公所 （页面存档备份，存于）
- 南山公墓議題Q&A - 臺南市政府民政局 （页面存档备份，存于）
- 南山公墓歷史名人墓塚位置圖 - Google地圖